# Aston Martin
Aston Martin Lagonda Global Holdings PLC es un fabricante de automóviles de lujo y alto rendimiento británico. A lo largo de su historia ha sido propiedad de diferentes consorcios y grupos automotrices, hasta constituirse a partir de 2018 en una empresa de capital abierto a la que luego se sumó desde 2020 un consorcio liderado por el magnate canadiense Lawrence Stroll, propietario del 25% de las acciones. La firma formó parte de la división Premier Automotive Group, representante europeo de marcas de lujo y alto rendimiento de Ford Motor Company, que desapareció en el año 2008.
Fue fundada el 15 de enero de 1913 por el empresario Robert Bamford y Lionel Martin, quienes comenzaron produciendo pequeños coches bajo la denominación "Bamford & Martin Ltd". En esa época, Martin era un reconocido corredor de bicicletas que terminó por cobrar notoriedad al participar en las competiciones especiales de Aston Hill, cerca de Aston Clinton. Fue por ello que en honor a dichas participaciones, la empresa construyó su primer vehículo al que denominó "Aston Martin" conjugando un motor Coventry Simplex, con un chasis Isotta Fraschini.
Tras la salida de Bamford en 1920, Martin recibió el apoyo financiero del conde Louis Zborowski, pero tras la muerte de este en 1924 y la posterior quiebra de la empresa, se vio obligado a venderla a un consorcio liderado por Dorothea Thorpe (esposa del barón de Charnwood) y su hijo John Roby Benson. A ellos, se les unirían en 1926 los inversores Augustus Bertelli y Bill Renwick, quienes terminaron por darle a la empresa el nombre definitivo de Aston Martin.
Si bien la empresa continuó produciendo bajo diferentes administraciones, tuvo su época de esplendor a partir del año 1947, gracias a la adquisición de la misma por parte del empresario David Brown, quien a su vez adquirió al fabricante Lagonda y fusionó ambas compañías constituyendo a partir de ese momento la Aston Martin Lagonda Global Holdings PLC. Bajo el mandato de Brown, Aston Martin adquirió notoriedad en el mercado automotriz mundial, gracias a la producción de la saga de modelos "DB", entre los cuales el más popular de ellos fue el DB5, empleado para caracterizar al coche particular del agente James Bond en la película Goldfinger de 1964.
Tras volver a ser vendida en 1972, Aston Martin pasó por sucesivas administraciones, entre las que figuraron la de Sprague & Curtis (1975-1981), la de Ford Motor Company (1991-2007) y un consorcio liderado por el empresario David Richards (2007-2013). Tras sucesivos ingresos de inversores al capital accionarial de Aston Martin, la compañía finalmente logró su independencia a partir del año 2018.

## Historia

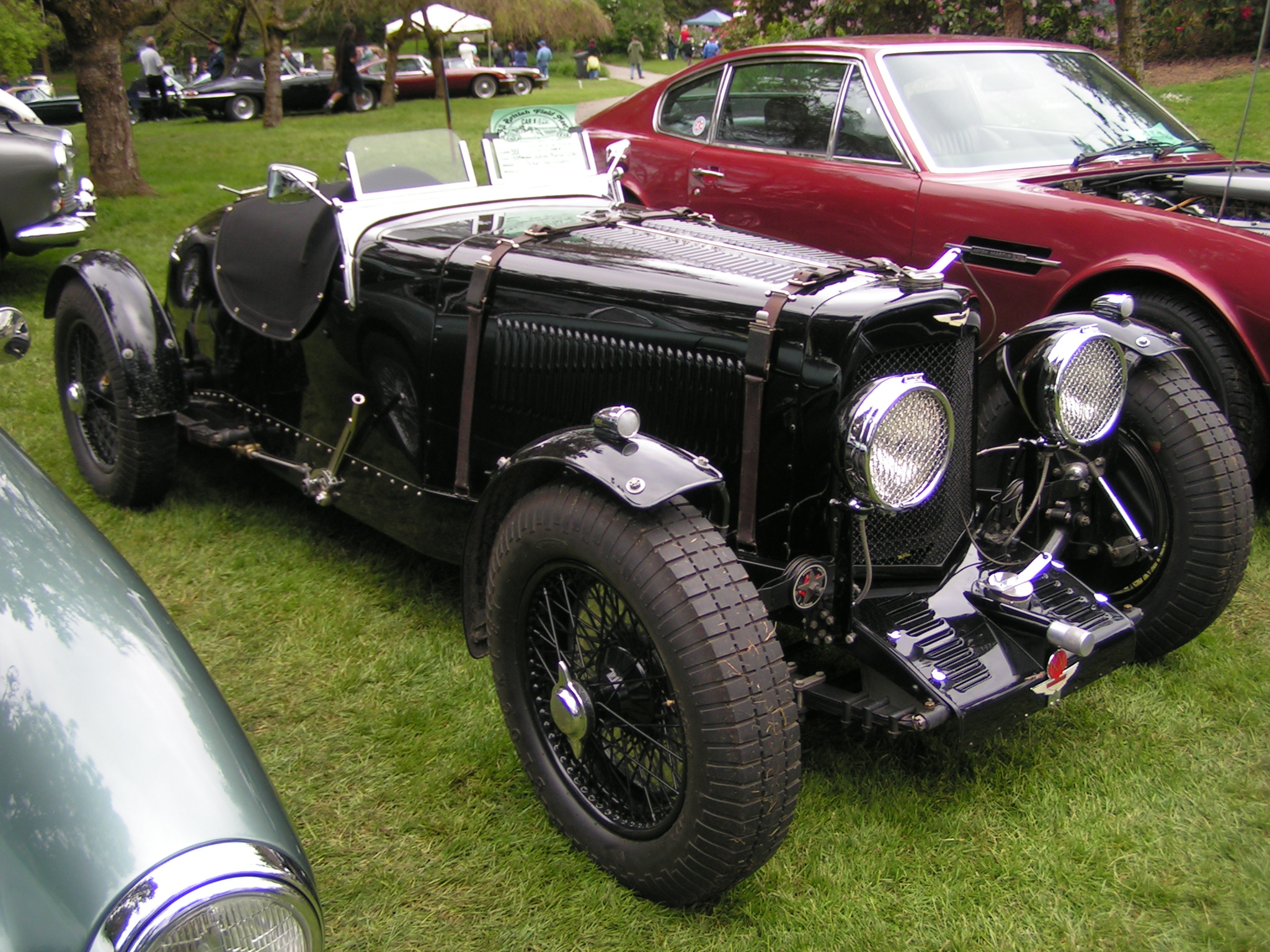
Ulster de 1934.

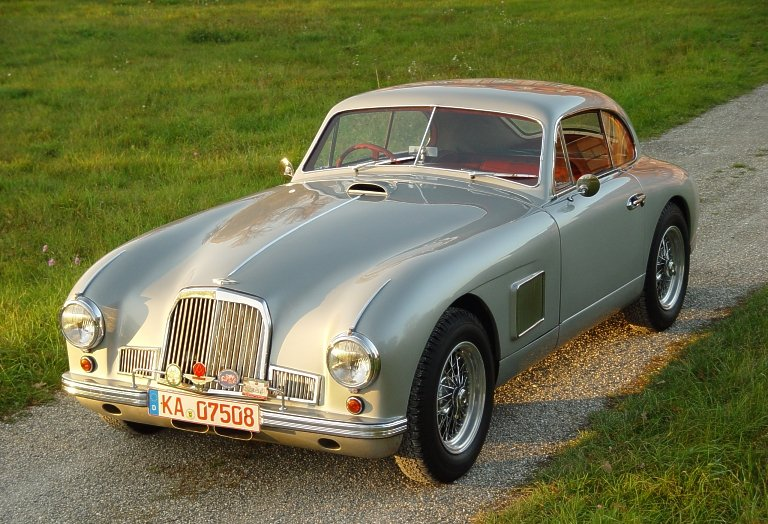
DB2 Vantage de 1950.

Aston Martin fue fundada con el nombre de Bamford & Martin Ltd en 1913 por Robert Bamford y Lionel Martin, vencedor en 1913 de la famosa carrera de montaña Aston Clinton. En 1914 pasó a denominarse Aston Martin. Tuvo una destacada participación en numerosas competiciones de gran turismo. Históricamente, sus rivales más importantes han sido las firmas italianas Ferrari y Maserati y, recientemente, también Porsche.
Aportando un diferenciado estilo inglés, Aston Martin adquirió fama mundial al proveer los automóviles para las películas de James Bond, el agente 007. En Casino Royale de 2006 y en Quantum of Solace de 2008 y en Spectre de 2015 el actor Daniel Craig maneja un DBS V12 plateado y un prototipo DB10.
En 2005, la marca volvió a las competiciones deportivas con éxito logrando un tercer puesto en la categoría GT de las 24 Horas de Le Mans con su modelo DBR9. Aston Martin ganó por última vez esa legendaria prueba en 1959. 
Durante casi toda su historia, Aston Martin ha fabricado automóviles de manera artesanal y en pequeñas series; entre 1957 y 2000 la producción total de la marca no llegó a 12 000 unidades. Estos volúmenes se han incrementado en años recientes. En 2003 fueron producidos 1476 coches y en 2004 dio un notable salto a 2400 unidades vendidas, acercándose a la meta establecida por el Premier Automotive Group (cuando era su dueño), de cinco mil automóviles anuales para 2006. La fábrica inaugurada en 2004 en Gaydon, Warwickshire, tiene esa capacidad de producción. Las ventas del último año fiscal permitieron a la marca británica anunciar su primer ejercicio con ganancias desde 1962 terminando con el increíble récord de más de 40 años con balances en rojo. En 2007 se fabricaron 7250 unidades, un incremento del 6.7% respecto al 2006.
En 2014 produjo las siguientes gamas de modelos: DB9, con motor V12 de 5935 cm³ (5,9 litros); Vantage, con motores V8 o V12 y opciones S, Roadster y N430; el sedán de cuatro puertas Rapide y el Vanquish con un V12 de 573 CV (565 HP; 421 kW) de potencia, una velocidad máxima de 201 mph (323 km/h) y una aceleración de 0 a 60 mph (97 km/h) en 3.6 segundos. Todos los modelos tienen motor delantero y tracción trasera.
Las siglas "DB" son las iniciales de David Brown, quien dirigiera la Compañía desde finales de la Segunda Guerra Mundial hasta 1972, año en el que la vendió.
Entre 2009 y 2012, Aston Martin ha fabricado una edición especial llamada One-77, con un precio de aproximadamente 1 000 000 €. Está equipado con un V12 de 7312 cm³ (7,3 litros) con 750 HP (760 CV; 559 kW) de potencia y un par máximo de 553 lb·pie (750 N·m), con lo que puede acelerar de 0 a 100 km/h (62 mph) en 3.5 segundos y alcanzar una velocidad máxima de 221 mph (356 km/h). El último en fabricarse de esta serie fue de color blanco/rojo.
El futuro de Aston Martin peligra por problemas de financiación de la deuda.
En 2019 anunciaron el primer automóvil eléctrico de la firma: el Rapide E, un sedán con tecnología de la Fórmula 1 de 600 CV (592 HP; 441 kW).

## El DB5 de James Bond

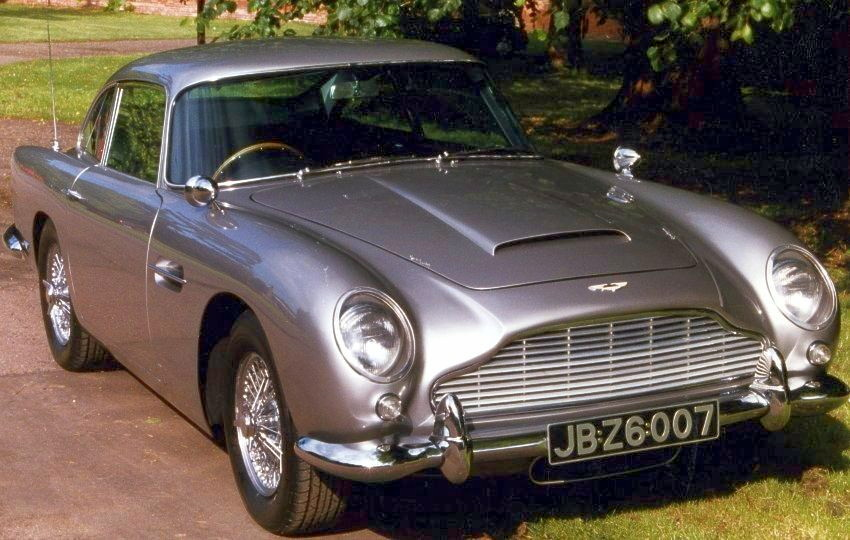
El DB5 de James Bond.

El DB5 es el coche más famoso de Aston Martin, debido a su utilización por James Bond en Goldfinger de 1964. Aunque Ian Fleming había colocado a Bond en un DB3 en la novela, el DB5 era el modelo más nuevo de la empresa cuando la película se estaba realizando. El coche utilizado en la película fue el prototipo original DB5, con otro coche estándar utilizado para acrobacias.
Posteriormente, James Bond conduciría otros modelos distintos de Aston Martin. En Casino Royale de 2006, el agente Bond conduce un DBS equipado con tecnología punta, y después, en Quantum of Solace, conduce otro DBS a toda velocidad por las calles de una ciudad italiana mientras escapa en una persecución. El mismo modelo aparece en Skyfall, película en la que el 007 viaja con M a Skyfall. Spectre es la primera película donde Aston Martin fabrica el DB10 específicamente para dicho fin; y en No Time to Die, se presentan tres modelos de la marca: el Valhalla, el V8 Vantage y el DBS Superleggera; y el DB5 volvió a la serie de películas después de seis años de ausencia.

## Modelos

### Actuales
|         |
| Vulcan. |

|           |
| Valkyrie. |

|              |
| V12 Vantage. |

|       |
| DB12. |

|           |
| Valhalla. |

|                   |
| DBS Superleggera. |

### Anteriores
|      |
| DB3. |

|      |
| DB5. |

|              |
| DBS de 1969. |

|         |
| Virage. |

|      |
| DB7. |

|          |
| DBS V12. |

|         |
| Rapide. |

|           |
| Vanquish. |

### Ediciones limitadas
- DB4 GT Zagato 1960-1962 (20 unidades)
- V8 Zagato 1986-1990 (89 Unidades)
- DB7 Zagato 2002-2003 (100 Unidades)
- DB AR1 2003-2004 (99 Unidades)
- One-77 2009-2012 (77 Unidades)
- V12 Zagato 2012-2013 (150 unidades)
- Valhalla 2021-2023 (500 unidades)

## Línea Temporal
| 1885                  | 1896                  | 1901                  | 1904                  | 1905                  | 1910                  | 1913                  | 1922                  | 1930                  | 1951                  | 1952                      | 1961                      | 1962                      | 1965                      | 1966                      | 1967                      | 1968                              | 1981                              | 1982               | 1985               | 1986             | 1987             | 1993             | 1999                            | 2000                            | 2005                                  | 2006                                  | 2010                                  | 2011                                  | Presente                              |
| --------------------- | --------------------- | --------------------- | --------------------- | --------------------- | --------------------- | --------------------- | --------------------- | --------------------- | --------------------- | ------------------------- | ------------------------- | ------------------------- | ------------------------- | ------------------------- | ------------------------- | --------------------------------- | --------------------------------- | ------------------ | ------------------ | ---------------- | ---------------- | ---------------- | ------------------------------- | ------------------------------- | ------------------------------------- | ------------------------------------- | ------------------------------------- | ------------------------------------- | ------------------------------------- |
| Triumph Motor Company | Triumph Motor Company | Triumph Motor Company | Triumph Motor Company | Triumph Motor Company | Triumph Motor Company | Triumph Motor Company | Triumph Motor Company | Triumph Motor Company | Triumph Motor Company | Triumph Motor Company     | Triumph Motor Company     | Leyland Motor Corporation | Leyland Motor Corporation | Leyland Motor Corporation | Leyland Motor Corporation | British Leyland Motor Corporation | British Leyland Motor Corporation | Austin Rover Group | Austin Rover Group | Rover Group plc  | Leyland DAF      | Leyland DAF      | LDV Group (Paccar)              | LDV Group (Paccar)              | Roewe - MG Motor - Maxus (SAIC Motor) | Roewe - MG Motor - Maxus (SAIC Motor) | Roewe - MG Motor - Maxus (SAIC Motor) | Roewe - MG Motor - Maxus (SAIC Motor) | Roewe - MG Motor - Maxus (SAIC Motor) |
|                       | Leyland Motor Ltd.    | Leyland Motor Ltd.    | Leyland Motor Ltd.    | Leyland Motor Ltd.    | Leyland Motor Ltd.    | Leyland Motor Ltd.    | Leyland Motor Ltd.    | Leyland Motor Ltd.    | Leyland Motor Ltd.    | Leyland Motor Ltd.        | Leyland Motor Ltd.        | Leyland Motor Corporation | Leyland Motor Corporation | Leyland Motor Corporation | Leyland Motor Corporation | British Leyland Motor Corporation | British Leyland Motor Corporation | Austin Rover Group | Austin Rover Group | Rover Group plc  | Rover Group plc  | Rover Group plc  | MG Rover Group                  | MG Rover Group                  | Roewe - MG Motor - Maxus (SAIC Motor) | Roewe - MG Motor - Maxus (SAIC Motor) | Roewe - MG Motor - Maxus (SAIC Motor) | Roewe - MG Motor - Maxus (SAIC Motor) | Roewe - MG Motor - Maxus (SAIC Motor) |
|                       |                       | Rover Company         |                       |                       |                       |                       |                       |                       |                       |                           |                           | Leyland Motor Corporation | Leyland Motor Corporation | Leyland Motor Corporation | Leyland Motor Corporation | British Leyland Motor Corporation | British Leyland Motor Corporation | Austin Rover Group | Austin Rover Group | Rover Group plc  | Rover Group plc  | Rover Group plc  | MG Rover Group                  | MG Rover Group                  | Roewe - MG Motor - Maxus (SAIC Motor) | Roewe - MG Motor - Maxus (SAIC Motor) | Roewe - MG Motor - Maxus (SAIC Motor) | Roewe - MG Motor - Maxus (SAIC Motor) | Roewe - MG Motor - Maxus (SAIC Motor) |
|                       | Riley Motors          | Riley Motors          | Riley Motors          | Riley Motors          | Riley Motors          | Riley Motors          | Riley Motors          | Riley Motors          | Riley Motors          | British Motor Corporation | British Motor Corporation | British Motor Corporation | British Motor Corporation | British Motor Holdings    | British Motor Holdings    | British Leyland Motor Corporation | British Leyland Motor Corporation | Austin Rover Group | Austin Rover Group | Rover Group plc  | Rover Group plc  | Rover Group plc  | MG Rover Group                  | MG Rover Group                  | Roewe - MG Motor - Maxus (SAIC Motor) | Roewe - MG Motor - Maxus (SAIC Motor) | Roewe - MG Motor - Maxus (SAIC Motor) | Roewe - MG Motor - Maxus (SAIC Motor) | Roewe - MG Motor - Maxus (SAIC Motor) |
|                       |                       | Wolseley Motors       |                       |                       |                       |                       |                       |                       |                       | British Motor Corporation | British Motor Corporation | British Motor Corporation | British Motor Corporation | British Motor Holdings    | British Motor Holdings    | British Leyland Motor Corporation | British Leyland Motor Corporation | Austin Rover Group | Austin Rover Group | Rover Group plc  | Rover Group plc  | Rover Group plc  | MG Rover Group                  | MG Rover Group                  | Roewe - MG Motor - Maxus (SAIC Motor) | Roewe - MG Motor - Maxus (SAIC Motor) | Roewe - MG Motor - Maxus (SAIC Motor) | Roewe - MG Motor - Maxus (SAIC Motor) | Roewe - MG Motor - Maxus (SAIC Motor) |
|                       |                       |                       | Austin Motor Company  |                       |                       |                       |                       |                       |                       | British Motor Corporation | British Motor Corporation | British Motor Corporation | British Motor Corporation | British Motor Holdings    | British Motor Holdings    | British Leyland Motor Corporation | British Leyland Motor Corporation | Austin Rover Group | Austin Rover Group | Rover Group plc  | Rover Group plc  | Rover Group plc  | MG Rover Group                  | MG Rover Group                  | Roewe - MG Motor - Maxus (SAIC Motor) | Roewe - MG Motor - Maxus (SAIC Motor) | Roewe - MG Motor - Maxus (SAIC Motor) | Roewe - MG Motor - Maxus (SAIC Motor) | Roewe - MG Motor - Maxus (SAIC Motor) |
|                       |                       |                       |                       | Morris Motors         | Morris Motors         | Morris Motors         | Morris Motors         | Morris Motors         | Morris Motors         | British Motor Corporation | British Motor Corporation | British Motor Corporation | British Motor Corporation | British Motor Holdings    | British Motor Holdings    | British Leyland Motor Corporation | British Leyland Motor Corporation | Austin Rover Group | Austin Rover Group | Rover Group plc  | Rover Group plc  | Rover Group plc  | MINI (BMW)                      | MINI (BMW)                      | MINI (BMW)                            | MINI (BMW)                            | MINI (BMW)                            | MINI (BMW)                            | MINI (BMW)                            |
|                       |                       |                       |                       |                       |                       |                       |                       | MG Cars               | MG Cars               | British Motor Corporation | British Motor Corporation | British Motor Corporation | British Motor Corporation | British Motor Holdings    | British Motor Holdings    | British Leyland Motor Corporation | British Leyland Motor Corporation | Austin Rover Group | Austin Rover Group | Rover Group plc  | Rover Group plc  | Rover Group plc  | Premier Automotive Group (Ford) | Premier Automotive Group (Ford) | Premier Automotive Group (Ford)       | Premier Automotive Group (Ford)       | Jaguar Land Rover (Tata Motors)       | Jaguar Land Rover (Tata Motors)       | Jaguar Land Rover (Tata Motors)       |
|                       |                       |                       |                       |                       | Jaguar Cars Ltd.      | Jaguar Cars Ltd.      | Jaguar Cars Ltd.      | Jaguar Cars Ltd.      | Jaguar Cars Ltd.      | Jaguar Cars Ltd.          | Jaguar Cars Ltd.          | Jaguar Cars Ltd.          | Jaguar Cars Ltd.          | British Motor Holdings    | British Motor Holdings    | British Leyland Motor Corporation | British Leyland Motor Corporation | Jaguar Cars Ltd.   | Jaguar Cars Ltd.   | Jaguar Cars Ltd. | Jaguar Cars Ltd. | Jaguar Cars Ltd. | Premier Automotive Group (Ford) | Premier Automotive Group (Ford) | Premier Automotive Group (Ford)       | Premier Automotive Group (Ford)       | Jaguar Land Rover (Tata Motors)       | Jaguar Land Rover (Tata Motors)       | Jaguar Land Rover (Tata Motors)       |
|                       |                       |                       |                       |                       | Aston Martin          | Aston Martin          | Aston Martin          | Aston Martin          | Aston Martin          | Aston Martin              | Aston Martin              | Aston Martin              | Aston Martin              | Aston Martin              | Aston Martin              | Aston Martin                      | Aston Martin                      | Aston Martin       | Aston Martin       | Aston Martin     | Aston Martin     | Aston Martin     | Premier Automotive Group (Ford) | Premier Automotive Group (Ford) | Premier Automotive Group (Ford)       | Premier Automotive Group (Ford)       | Aston Martin PLC                      | Aston Martin PLC                      | Aston Martin PLC                      |